# Mira Szimcsák
Mira Szimcsák (Budapest, 7 de febrero de 2004) es una deportista húngara que compite en natación, en la modalidad de aguas abiertas.
Ganó una medalla de bronce en el Campeonato Mundial de Natación de 2024 y una medalla de oro en el Campeonato Europeo de Natación de 2024, ambas en la prueba de equipo mixto.

## Palmarés internacional
| Campeonato Mundial | Campeonato Mundial | Campeonato Mundial | Campeonato Mundial |
| Año                | Lugar              | Medalla            | Prueba             |
| ------------------ | ------------------ | ------------------ | ------------------ |
| 2024               | Doha (Catar)       | Medalla de bronce  | Equipo mixto       |
| Campeonato Europeo |                    |                    |                    |
| Año                | Lugar              | Medalla            | Prueba             |
| 2024               | Belgrado (Serbia)  | Medalla de oro     | Equipo mixto       |